# Казиљио (Милано)
Казиљио је насеље у Италији у округу Милано, региону Ломбардија.
Према процени из 2011. у насељу је живело 27 становника. Насеље се налази на надморској висини од 101 м.